# لويس سلويس
لويس سلويس (الإنجليزية: Louis Loew Sloss؛ 13 يوليو 1823 – 4 يونيو 1902) هو رجل أعمال أمريكي من أصول يهودية بافارية، يُعد من أبرز رواد النشاط التجاري في الساحل الغربي للولايات المتحدة في القرن التاسع عشر، وكان أحد مؤسسي شركة ألاسكا التجارية التي لعبت دورًا رئيسيًا في الاقتصاد بعد شراء ألاسكا.

## النشأة والهجرة
وُلد سلويس في بلدة أونترآيزنهايم بمملكة بافاريا (ألمانيا اليوم) في 13 يوليو 1823، لعائلة يهودية. هاجر إلى الولايات المتحدة عام 1845، واستقر أولًا في كنتاكي قبل أن يتجه إلى كاليفورنيا خلال حمّى الذهب في 1849.

## النشاط التجاري
في ساكرامنتو، أسّس سلويس تجارة جملة مع شركائه سيمون غرينوالد ولويس جيرستل، وحققوا نجاحًا واسعًا في بيع الإمدادات والمعدات للمنقّبين عن الذهب. وفي وقت لاحق، وسّع نشاطه إلى سان فرانسيسكو وأسّس شبكة أعمال قوية هناك.

## تأسيس شركة ألاسكا التجارية
بعد شراء ألاسكا من الإمبراطورية الروسية عام 1867، شارك سلويس في تأسيس شركة ألاسكا التجارية (Alaska Commercial Company) عام 1868، التي حصلت على امتياز احتكار تجارة الفرو وصيد الفقمات في جزر بريبيلاف. تولّى رئاستها في فترتين (1868–1870 و1887–1892) وأدار أكثر من 80 موقعًا تجاريًا في ألاسكا.

## المساهمات الاجتماعية
كان سلويس ناشطًا في الحياة العامة، فشغل منصب عضو مجلس أمناء جامعة كاليفورنيا، وعضوًا في مكتبة سان فرانسيسكو العامة، كما كان أحد مؤسسي معبد بني إسرائيل في ساكرامنتو، مما يعكس التزامه بالمجتمعين الأكاديمي والديني.

## الحياة الشخصية
تزوج لويس من سارة غرينباوم عام 1855 في فيلادلفيا، وأنجب منها خمسة أبناء، من بينهم ماركوس سلويس، الذي أصبح قاضيًا في المحكمة العليا بولاية كاليفورنيا.

## الوفاة والإرث
توفي لويس سلويس في 4 يونيو 1902 في سان رافاييل، كاليفورنيا. ويُعتبر من أوائل رجال الأعمال اليهود الذين ساهموا في تشكيل الاقتصاد الغربي للولايات المتحدة، ويُذكر اسمه في متاحف يهودية أمريكية تقديرًا لإرثه الريادي.